# Ludwig Kögl
Ludwig Kögl (Penzberg, 7 marzo 1966) è un ex calciatore tedesco, di ruolo centrocampista.

## Palmarès

### Competizioni Nazionali
- Campionato di Baviera: 1

Monaco 1860: 1983-1984
- Campionato tedesco: 6

Bayen Monaco: 1984-1985, 1985-1986, 1986-1987, 1988-1989, 1989-1990,
Stoccarda: 1991-1992
- Coppa di Germania: 1

Bayern Monaco: 1985-1986
- Supercoppa di Germania: 2

Bayern Monaco: 1987
Stoccarda: 1992